# Розпашнівське газоконденсатне родовище
Розпашнівське газоконденсатне родовище — належить до Машівсько-Шебелинського газоносного району Східного нафтогазоносного регіону України.

## Опис
Розташоване в Полтавській області на відстані 15 км від м. Карлівка.
Знаходиться в центральній частині приосьової зони Дніпровсько-Донецької западини в межах Чутівсько-Розпашнівського структурного валу.
Структура виявлена в 1953 р. і являє собою моноклінальний блок (розміри в межах контуру газоносності 6,2х1,75 м), обмежений з зах. та сх. скидами, а З півночі — сіллю Розпашнівського штоку. Перший промисл. приплив газу отримано з інт. 4037-4259 м у 1973 р.
Поклади масивно-пластові, тектонічно екрановані. Колектори — пісковики. Режим покладів газовий.
Експлуатується з 1976 р. Запаси початкові видобувні категорій А+В+С1: газу — 51400 млн. м³; конденсату — 1571 тис. т.